# Тасили
Тасили или Тасили н'Аджер (на арабски: التاسيلي) е пустинно плато във вътрешността на пустинята Сахара, в югоизточната част на Алжир. Има дължина около 500 km в направление северозапад-югоизток и ширина около 100 km. Най-високата точка е връх Адрар Афао с надморска височина 2158 m. Разположено е североизточно от планинския масив Ахагар, от който го отделя дълбоката суха долина Тафасасет. Изградено е главно от пясъчници и е увенчано с лавова покривка и древни вулкански конуси. Склоновете му са разчленени от сухи долини (уади). Интензивната физическа ерозия е образувала около 300 естествени арки и множество причудливи скални форми. Растителността в планината е по-богата, отколкото в околната пустиня и включва застрашените ендемични видове сахарски кипарис и сахарска мирта.
По-голямата част от планината е включена в Националния парк „Тасили н'Ажер“, който е биосферен резерват и обект на световното наследство на ЮНЕСКО.
Паркът е известен и с предисторическите скални рисунки и други археологически обекти от новокаменната епоха, когато местният климат е бил значително по-влажен. Рисунките изобразяват стада говеда, едри диви животни, включително крокодили, както и човешки дейности като лов и танци.
1. ↑  ((ru)) «Большая Советская Энциклопедия» – Тассилин-Аджер, т. 25, стр. 286